# Parazita repülőgép
A parazita repülőgép egy olyan repülőgép, amelyet egy nagy hatótávolságú repülőgép vagy léghajó szállít rendeltetési helye közelébe, erről az anyarepülőgépről vagy anyaléghajóról repülés közben startol, és vagy oda is száll vissza, vagy önállóan keres földi repülőteret a leszálláshoz.
Parazita repülőgépet először 1916-ban használtak. Ekkor a brit Bristol Scout vadászgépet társították az akkori idők hatalmas repülőcsónakjával a Felixstowe Porte Baby anyarepülőgéppel, de a parazita repülőgépek gondolata a korszerű sugárhajtású bombázók védelmére szánt vadászrepülőgépek esetén is felmerült. Néhány parazita repülőgépet képessé tettek arra is, hogy visszatérőben leszálljanak az anyarepülőgépre. Ahogy a vadászrepülőgépek hatótávolsága egyre nőtt, a parazita vadászrepülőgépek szerepe is csökkent.

## Katonai felhasználás

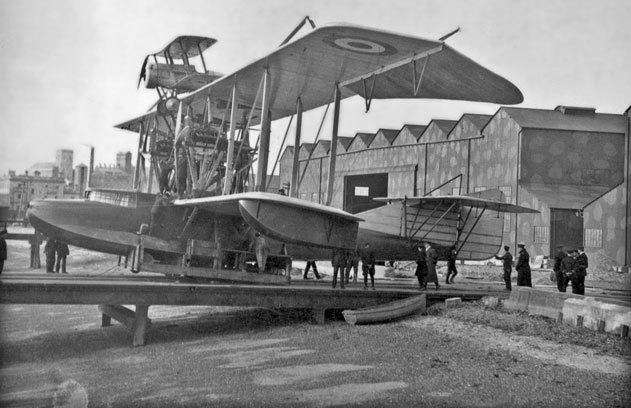
Bristol Scout a Porte Babyn

A 20. század közepéig a katonák érdeklődést mutattak a parazita vadászrepülőgépek iránt, ezek olyan vadászgépek voltak, amelyeket egy nagyobb repülőgép, például bombázó hordozott. Ha a bombázót ellenséges gépek fenyegették, a parazita vadászgépet elengedték és megvédte a bombázót. A parazita vadászgépek soha nem voltak nagyon hatékonyak és csak ritkán került sor alkalmazásukra. A parazita vadászgépekkel kapcsolatos tervek a bombázók és a vadászgépek hatótávolsága közötti nagy különbség miatt merültek fel. A távolsági bombázók kénytelenek voltak vadászgép kíséret nélkül végrehajtani bevetéseiket, ezért elviselhetetlenül nagyok voltak a veszteségeik. A nagy hatótávolságú vadászgépek kialakítása, majd a légi utántöltés bevezetése végül feleslegessé tette a parazita vadászgépek alkalmazását.
Az első parazita vadászgépeket katonai kormányozható léghajók hordozták. 1918-ban a Brit Királyi Légierő Camel vadászgépeket indítottak a 23. sz. léghajóról és próbákat hajtottak végre a Gloster Grebe vadászgépekkel és a zsákmányolt és R.33-nak átkeresztelt Zeppelinnel is 1925-ben. Az 1924-es Imperial Airship Programme (birodalmi léghajó program) tervbe vett egy polgári merev vázas léghajó alkalmassá tételét öt vadászgép hordozására és csapatszállításra is, de végül a katonai alkalmazást elvetették és csak a polgári felhasználás maradt. A következő tíz évben két amerikai léghajót, a USS Akront és a USS Macont rendelt meg a haditengerészet úgy, hogy parazita vadászgépek hordozására szolgáljanak. A próbák az F9C Sparrowhawk vadászgépekkel sikeresek voltak, mindkét léghajó azonban baleset következtében megsemmisült és ez véget vetett a programnak.
Parazita vadászgépek hordozására az első bombázókat a szovjet Zveno program keretében hozták létre Vlagyimir Vahmisztrov tervei alapján 1931-től. A Polikarpov TB–2 és Tupoljev TB–3 bombázókat alakították át öt különböző típusú vadászrepülőgép anyarepülőgépévé. 1941 augusztusában ezek a gépek hajtották végre a parazita vadászgépek egyetlen harcszerű bevetését. Egy TB–3 Polikarpov I–16 típusú vadászgépekből átalakított zuhanóbombázói intéztek támadást a cernavodăi I. Károly király híd és a konstancai kikötő kőolaj-tárolói ellen. Később ugyanez a Krím félszigeten állomásozó század taktikai támadást hajtott végre a Dnyeper folyó egy hídja ellen Zaporozsje közelében, melyet a német csapatok elfoglaltak.
A később a második világháború folyamán a Luftwaffe folytatott kísérleteket a Messerschmitt Me 328 parazita vadászgéppel, de a lüktető sugárhajtóműnél jelentkező problémákat nem tudták megoldani. A háború vége felé az Arado E.381 és a Sombold So 344 rakéta hajtású parazita gépek fejlesztése soha nem jutott túl a kísérleti szakaszon.
A hidegháború kezdetén a USAF kísérletezett egy sor parazita vadászgéppel a Convair B-36 bombázó repülőgépek védelme céljából. A parazita vadászgépek között volt a közvetlenül erre a célra kifejlesztett XF–85 Goblin típus és a Republic F–84 Thunderjet hordozására két módszert is kipróbáltak: a bombatérbe (FICON terv) illetve a bombázó szárnyvégeire (Tom-Tom terv) függesztették a parazitát. Ezeket a próbálkozásokat hamar felfüggesztették részint mivel megjelent a légi utántöltés, részint pedig sokkal megbízhatóbb megoldás volt a vadászgépek hatótávolságának növelése.

## Kísérleti repülőgépek

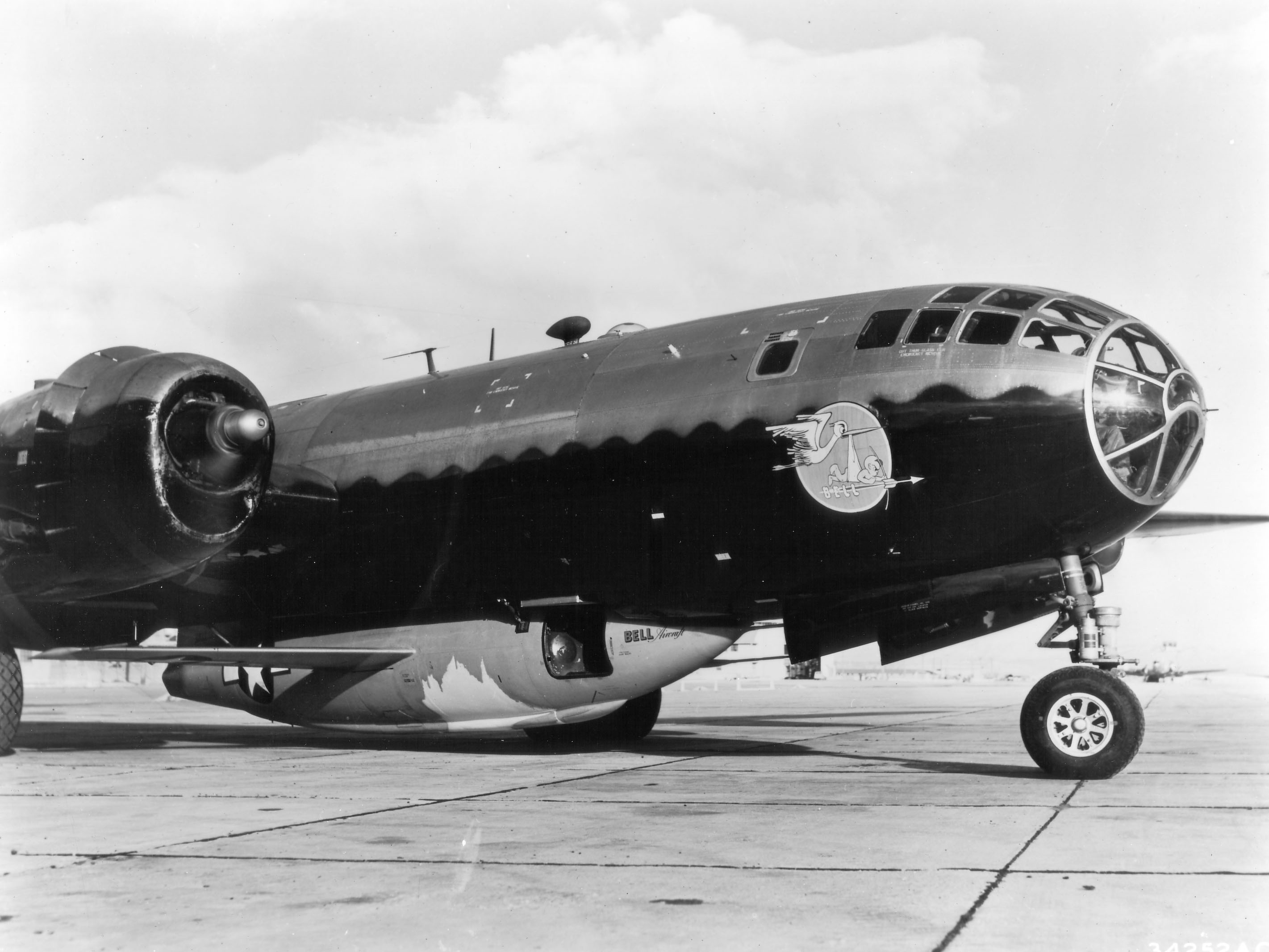
X1–A a B–29 hasa alatt

Néhány amerikai kísérleti repülőgép indítása szintén úgy történt, hogy egy nehéz szállítógép vagy bombázó emelte fel, majd a megfelelő magasságot és sebességet elérve lekapcsolt és önállóan folytatta a repülési próbát. A rakéta hajtású repülőgépeket általában így indították, mert üzemanyag fogyasztásuk a magukkal vitt oxidálószer miatt a sugárhajtású gépekhez képest igen nagy volt. Ilyen kísérleti repülőgép volt a Bell X–1, melynek anyarepülőgépe egy B-29 típusú négymotoros nehézbombázó volt. Ezzel a géppel lépte át Chuck Yeager először hivatalosan vízszintes repülésben a hangsebességet.
A Bell X–2 kísérleti gép, mely a Mach 2-3 sebességű repülés körülményeit volt hivatott kitapasztalni, hasonló felépítésű volt mint az X–1, de nyilazott felületekkel. A gép elődjéhez hasonlóan a B–29 továbbfejlesztett változata a B–50 alá függesztve szállt fel. Ugyanez volt a koncepció a hasonló célokat szolgáló Douglas Skyrocket rakétarepülőnél. Mindhárom repülőgépnek csak a levegőbe emelkedését segítette az anyarepülőgép, önállóan, hagyományos futóművel szálltak le.
Az X-15 anyarepülőgépe a B–52 nehézbombázó volt.

## A SpaceShip program

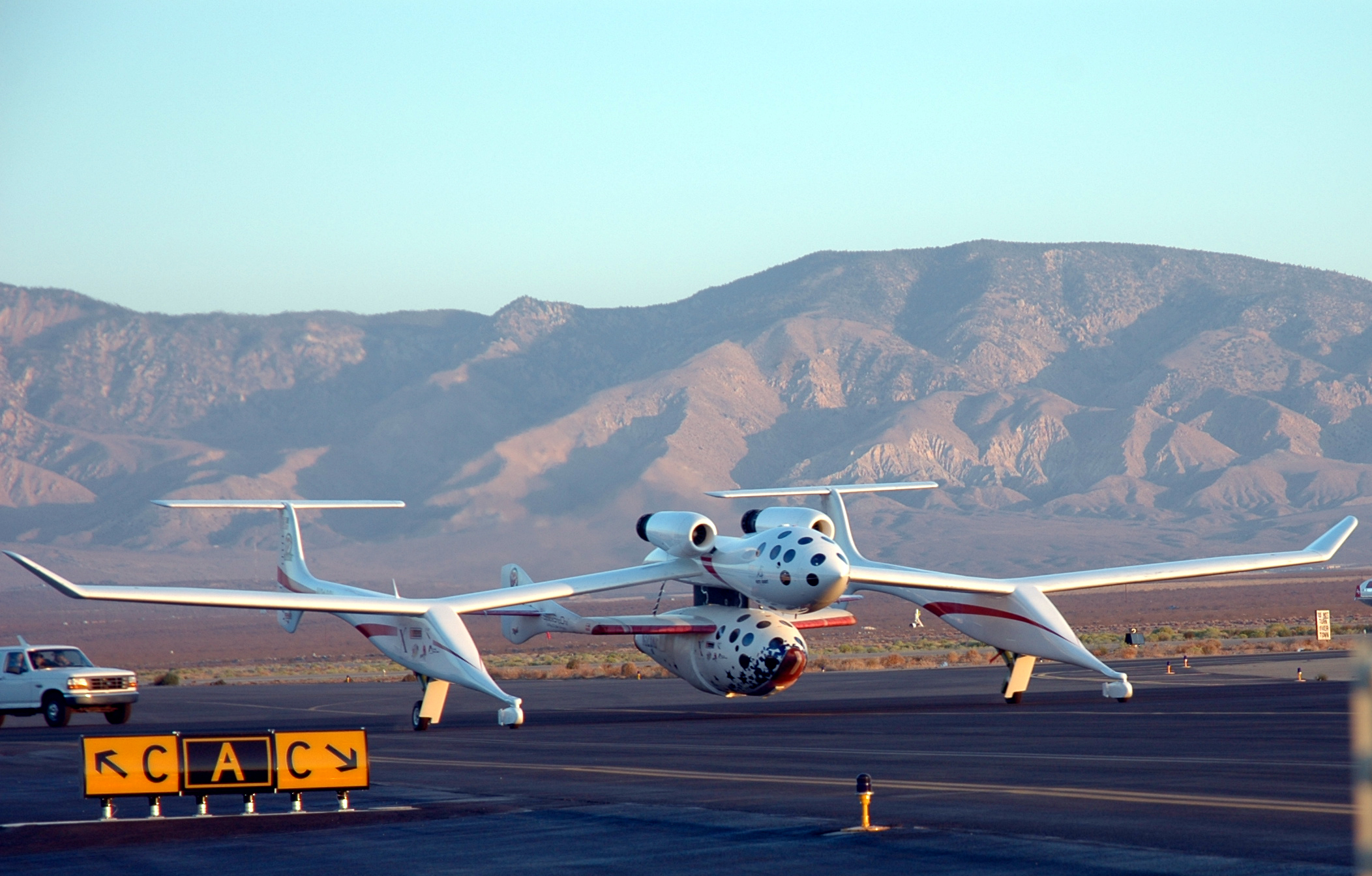
A SpaceShipOne és a White Knight

Az Az X Prize alapítvány X Prize díját elnyert SpaceShipOne űrrepülőgép abból a célból épült, hogy rövid űrugrásra turistákat szállítson. Az űrrepülőgép rakétahajtású, önállóan felszállni nem képes, indítása a közvetlenül erre a célra épített White Knight anyarepülőgépről történik. Utóda, SpaceShipTwo hasonló megoldású.

## Példák parazita–anyarepülőgép párosokra
A repülés alatt is kipróbált néhány együttes:
- Felixstowe Porte Baby/Bristol Scout, az első parazita repülőgép (1916)
- L 35 (LZ 80)/Albatros D.III, az első léghajóról felszálló parazita vadászgép (1918. január 26.)
- HMA 23/Sopwith Camel, léghajóról felszálló parazita vadászgép (1918)
- Tc-3 és Tc-7 nem merev-vázas léghajó felbocsátott és fogadott egy Sperry Messenger kétfedelű repülőgépet (1923)
- A Brit Királyi Légierő próbákat folytat a DH 53 Hummingbird könnyű repülőgépnek az R33 merevvázas léghajóról való felbocsátásával és fogadásával, majd a léghajót Gloster Grebe vadászgépekkel szerelték fel (1925)
- US Navy a USS Los Angeles Zeppelinnel és egy vitorlázó repülőgéppel és egy motoros kétfedelűvel próbákat folytat, amelynek sikere után az USS Akron és Macon zeppelineket F9C Sparrowhawk vadászgépekkel szerelték fel. Ezek igen sikeres formációt alkottak egészen a két léghajó megsemmisüléséig (1935).
- LZ 129 Hindenburg Zeppelin próbákat folytatott parazita repülőgéppel a lakehursti katasztrófa előtti napokban, de a kísérlet sikertelenül végződött, mert a repülőgép a nekirepült a trapéznak.
- Mitsubishi G4M/Ohka rakétarepülőgép.
- Short S.21/Short S.20, egy repülőcsónak/vízirepülőgép kombináció az Atlanti-óceánt átszelő postaszolgálat céljából (1938)
- TB–3/Polikarpov SZPB, az első harci bevetésben részt vett parazita repülőgép (1941)
- Dornier Do 217/Messerschmitt Me 328, kísérő vadászgép, sikertelen hajtóműproblémák miatt
- Convair B–36/XF–85 Goblin, kísérlet bombázók saját védő vadászgépének alkalmazására (1948)
- B-36/F-84, egy másik sikeresebb kísérlet védő vadászgép alkalmazására (1952)
- DC-130/Q-2C Firebee, pilóta nélküli távolból irányított repülőgép, melyet egy C-130 "anyagépről" vezéreltek
- Lockheed D-21/M-21, nagysebességű felderítésre, mely az SR–71 Blackbird repülőgépen alapult (1963)

## Képtár

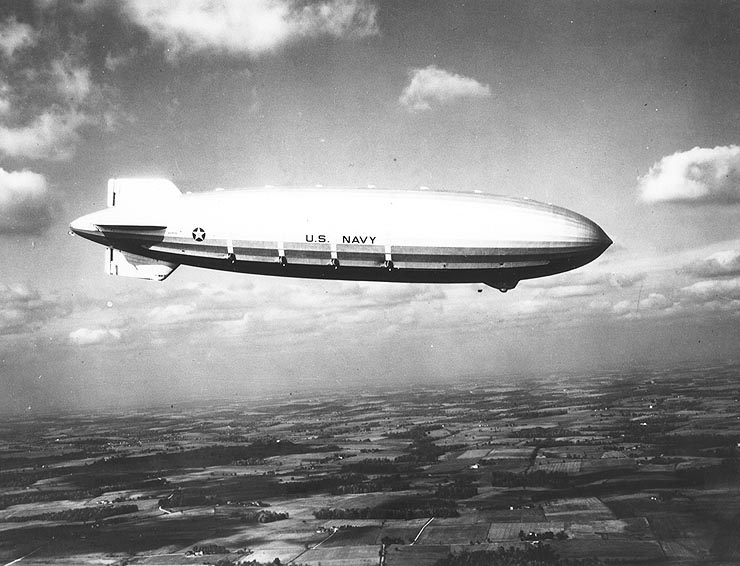
Az Akron repülés közben 1931 novemberében
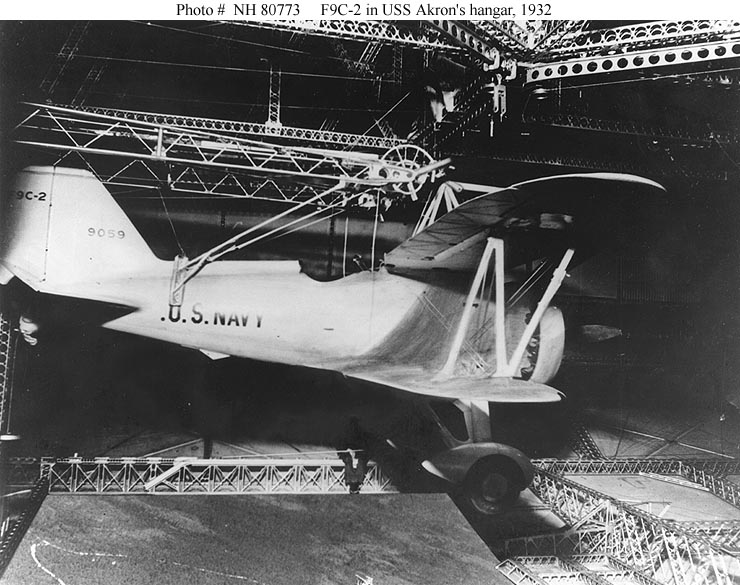
F9C Sparrowhawk az Akron hangárjában
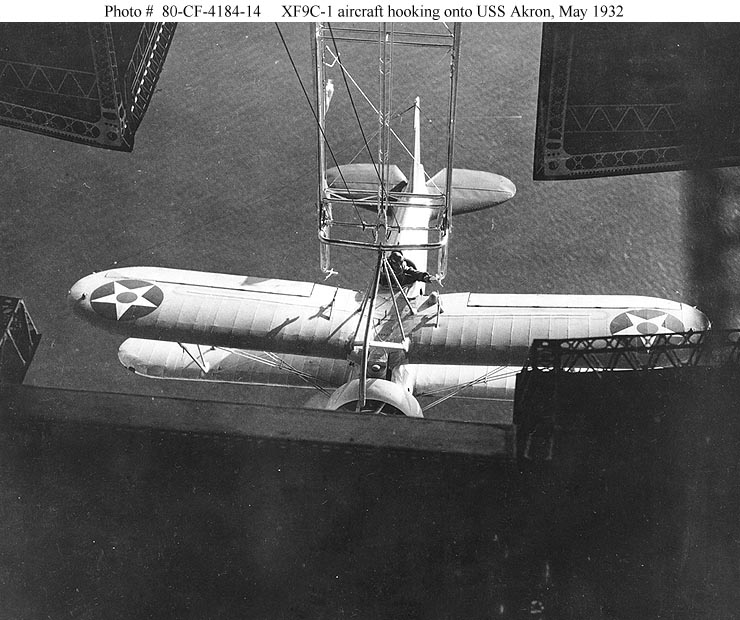
Az F9C Sparrowhawk sikeresen landol az Akron trapézán 1932. májusában
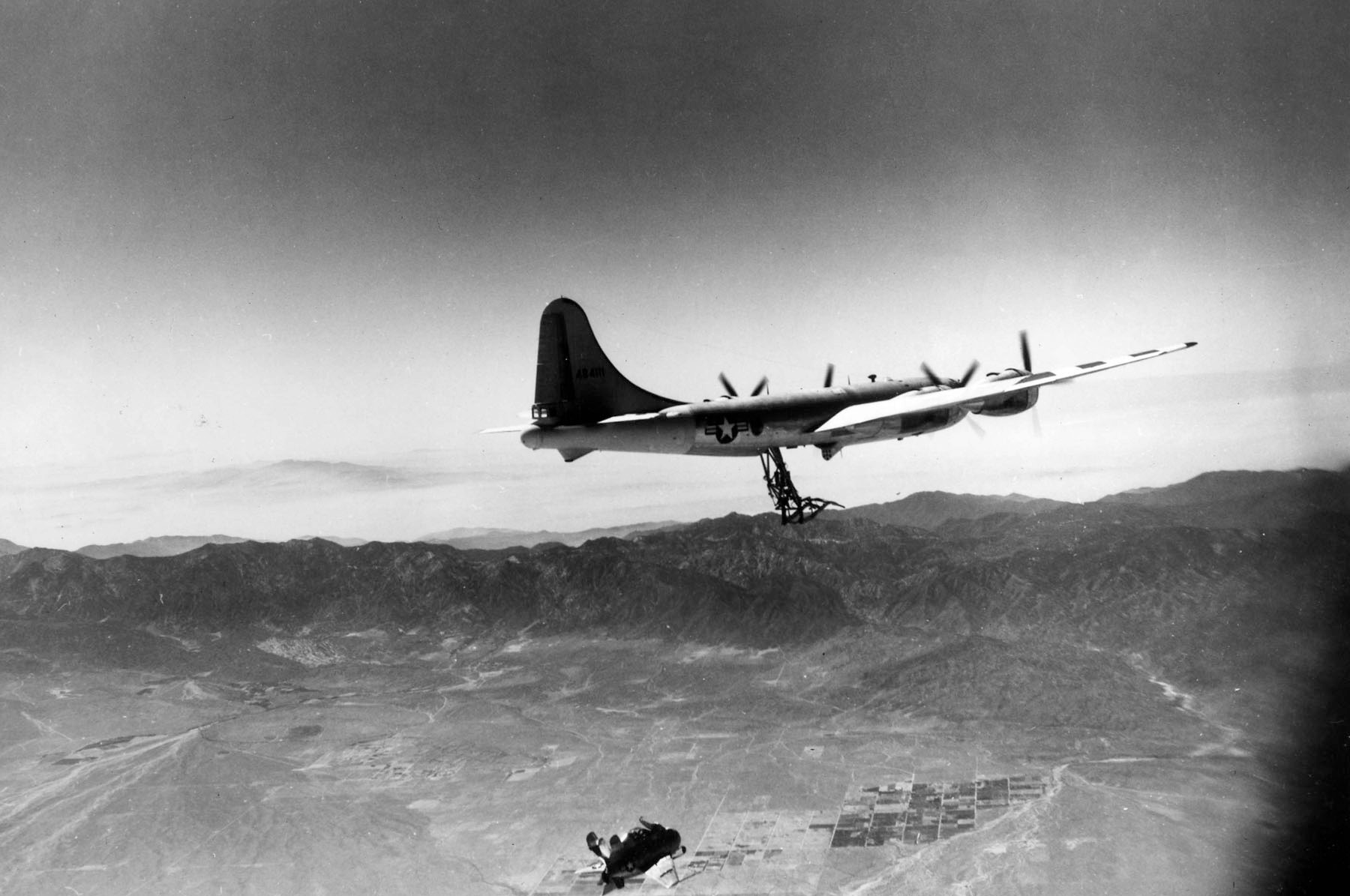
Egy Boeing EB-29 FICON trapézzal és a McDonnell XF-85 Goblin
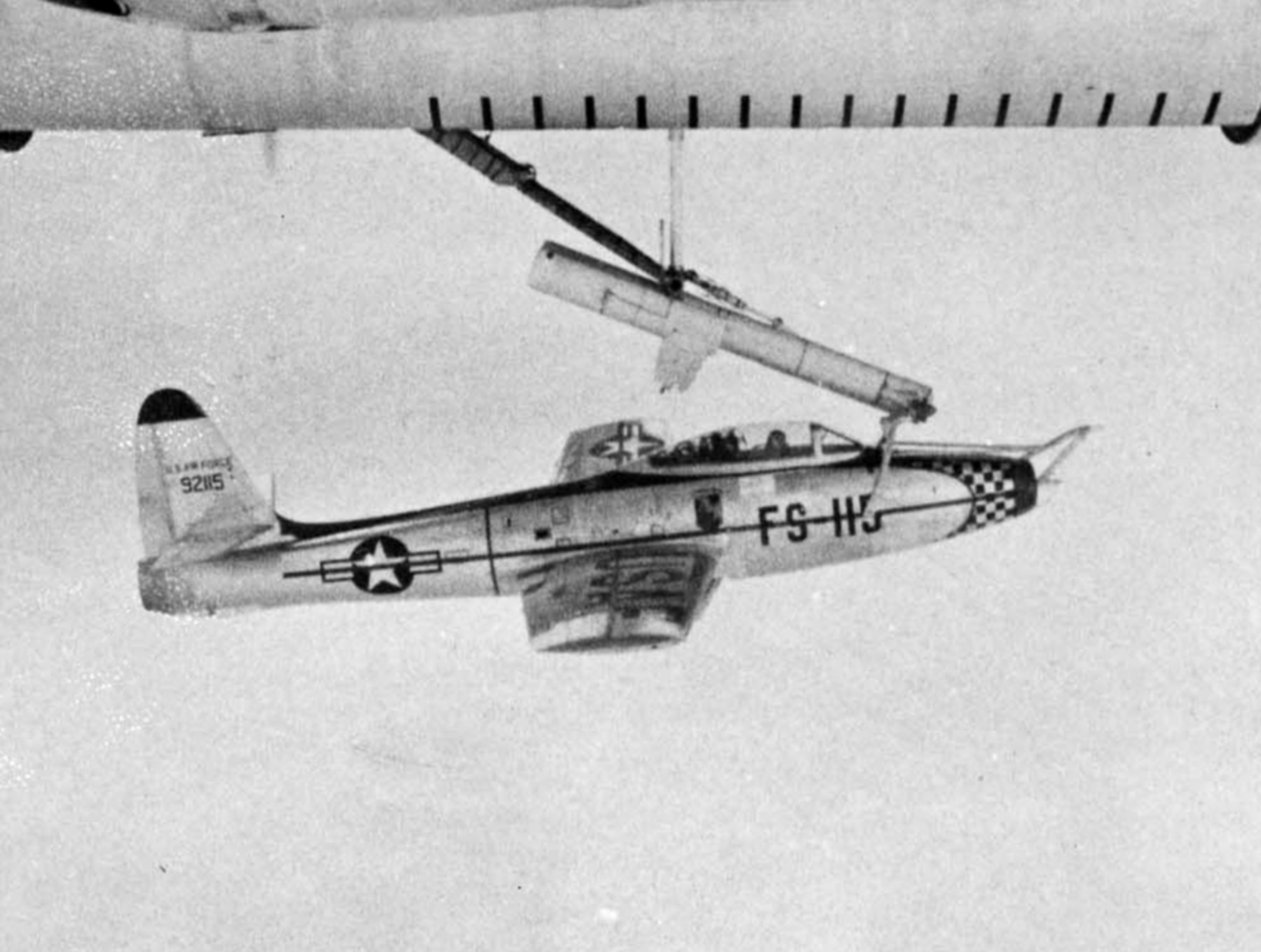
Egy Republic F-84E a FICON trapézán
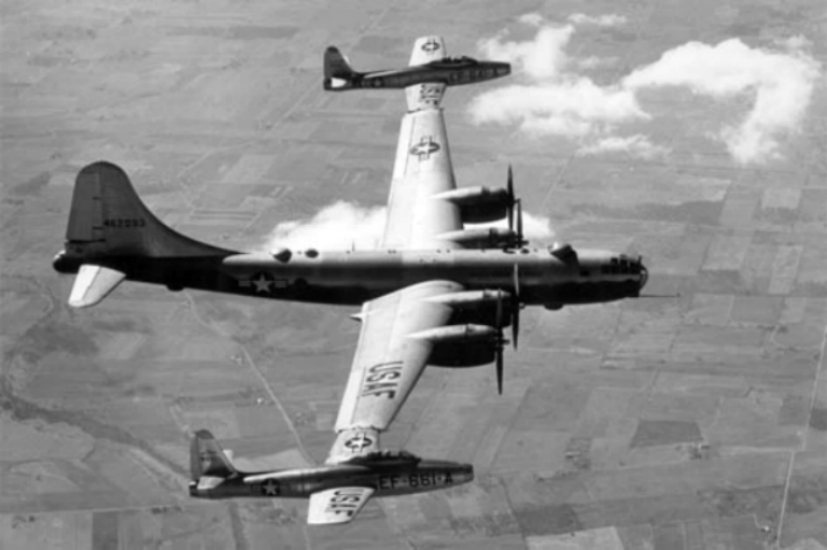
A Tom Tom projekt: Egy Boeing B-50 Republic F-84 Thunderjettel
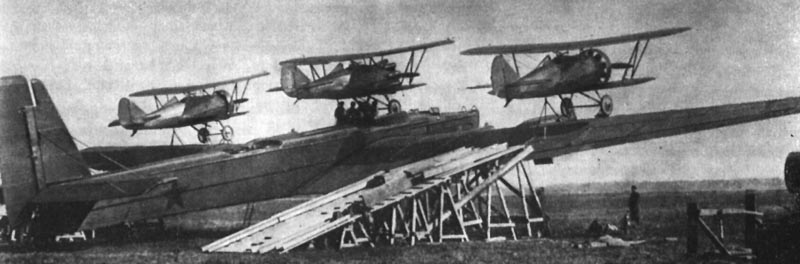
Zveno-2: Tupoljev TB-3 és három Polikarpov I-5. Látható a vadászgépek felszerelésére szolgáló rámpa is.
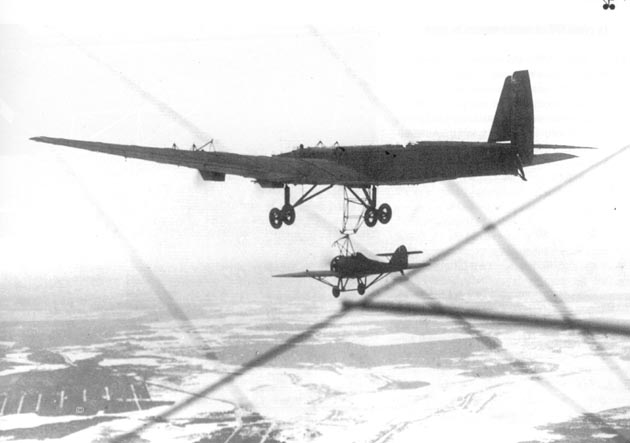
TB-3 fogad egy Grigorovics I-Z-t a törzs alatti trapézon
Arado E.381 metszetrajza
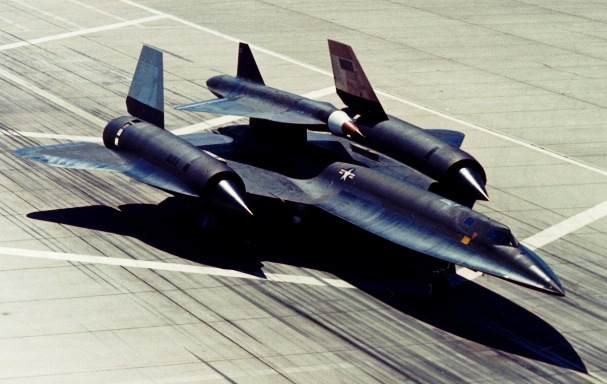
A D-21 az M-21 hátára szerelve.
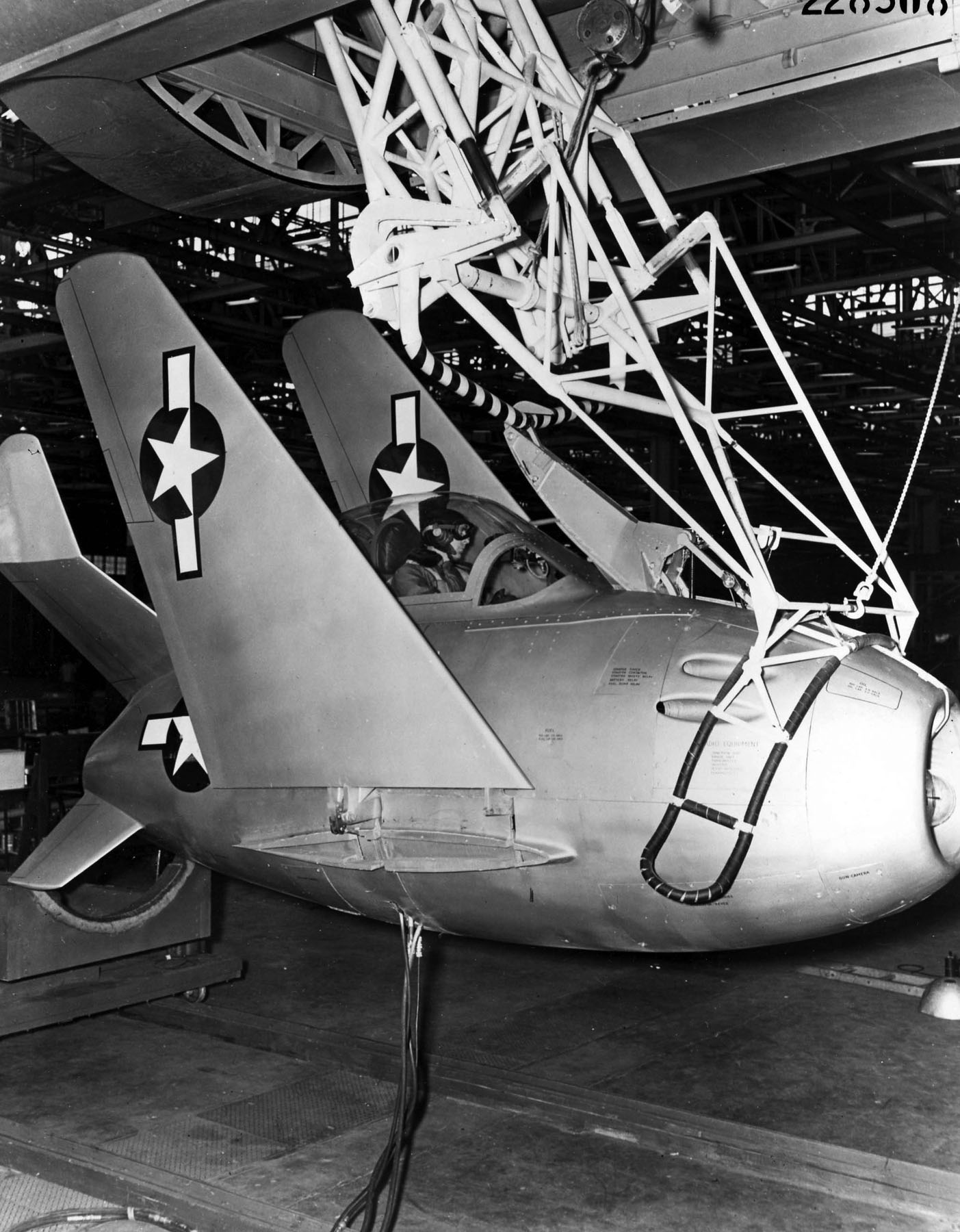
Az XF-85 a trapézon

## Külső hivatkozások
- A Messerschmitt Me 328 fejlesztése
- Képek parazita gépekről
- Parazita repülőgépek mellett érvelő mai cikk